# Лабра
Ла́бра — (абх. Лабра; арм. Լաբրա, груз. ლაბრა) село в Абхазии, в Очамчырском районе частично признанной Республики Абхазия, согласно административному делению Грузии — в Очамчирском муниципалитете Абхазской Автономной Республики. Расположено к северо-западу от райцентра Очамчыра в равнинной полосе. В административном отношении село представляет собой административный центр Лабринской сельской администрации (абх. Лабра ақыҭа ахадара), в прошлом Лабринский сельсовет.

## Границы
На севере и западе Лабра граничит с селом Кутол; на востоке — с селом Кочара; на юге — с селом Тамыш.

## История
Село Лабра было основано в 1890 году амшенскими армянами, выходцами из города Орду на черноморском побережье Турции. Это первое по времени возникновения армянское поселение в Абжуйской Абхазии.
Во время грузино-абхазской войны село было занято грузинскими войсками и практически полностью разрушено. По словам очевидцев, местные жители, армяне по национальности, подвергались насилию и пыткам, часть была убита. Большинство из них выехало за пределы Абхазии и не вернулось.
В настоящее время численность населения Лабры сильно сократилась. В селе проживают, в основном, представители старшего поколения.

## Население
Население Лабринского сельсовета по данным переписи 1989 года составляло 1955 человек, по данным переписи 2011 года население сельской администрации Лабра составило 566 человек, в основном армяне.
| Год переписи | Число жителей | Этнический состав                           |
| ------------ | ------------- | ------------------------------------------- |
| 1926         | 854           | армяне 92,9 %; русские 3,6 %; грузины 1,1 % |
| 1959         | 1380          | армяне (нет точных данных)                  |
| 1989         | 1955          | армяне (нет точных данных)                  |
| 2011         | 566           | армяне 90,1 %, грузины 5,1 %, абхазы 4,2 %  |

## Историческое деление
Село Лабра исторически подразделяется на 8 местностей:
- Ампруткег
- Арха (Самахарей)
- Ахтынра Ашта
- Дарыкуа икяпта
- Джородкег
- Дохор
- Караманид (Караман-Иду)
- Чилоур
- Хачатур (Акуацра)